# Tantilla shawi
Tantilla shawi (потоська багатоніжкова змія) — вид змій родини полозових (Colubridae). Ендемік Мексики.

## Поширення і екологія
Потоські багатоніжкові змії відомі з двох місцевостей, одна з яких розташована в районі Ксілітли на південному сході штату Сан-Луїс-Потосі, на висоті 1372 м над рівнем моря, а друга — на північному заході Веракрусу. Вони живуть у вологих гірсбких і хмарних тропічних лісах.

## Збереження
МСОП класифікує цей вид як такий, що перебуває під загрозою зникнення. Tantilla shawi загрожує знищення природного середовища.